# مغز زرد استخوان
مغز زرد استخوان بیشتر از چربی تشکیل شده است و در حالت عادی فاقد توانایی خون سازی است.یک ویژگی مهمی که مغز زرد دارد این است که در شرایط خاص 
میتواند به مغز قرمز تبدیل شود.مثلاً در کم خونی های شدید،نیاز بدن به تولید گویچه های قرمز افزایش می یابد و مغز قرمز استخوان نمی‌تواند به تنهایی پاسخگوی این نیاز باشد، در این شرایط مغز زرد می تواند به مغز قرمز تبدیل شود و سلول های خونی، به ویژه گویچه های قرمز را بسازد.
- درون بافت استخوانی فشرده هیچ نوع مغز استخوانی(قرمز و زرد) وجود ندارد. مغز زرد درون مجرای مرکزی استخوان های دراز قرار دارد بنابراین درون استخوان های پهن.نامنظم.کوتاه و سر برجسته استخوان های دراز وجود ندارد زیرا دارای مجرای مرکزی نیستند.